# اکمیه بزرگ
اکمیه بزرگ (نام علمی: Aechmea gigantea) نام یک گونه از سرده اکمیه است.